# Arbeidslied
Een arbeidslied of werklied is een lied dat gezongen wordt tijdens lichamelijk werk. Deze liederen ontstaan vanuit continue ritmische bewegingen, die er vaak door beklemtoond worden.
Tot arbeidsliederen behoren de shanty (op zee) en de worksongs die door slaven gezongen werden.